# Гибавичюс, Римтаутас
Ри́мтаутас Винце́нтас Гиба́вичюс (лит. Rimtautas Vincentas Gibavičius; 22 сентября 1935, Каунас — 16 декабря 1993, Вильнюс) — литовский художник, график, сценограф; лауреат Республиканской премии (1968).

## Биография
Окончил Художественный институт Литовской ССР (1960). В 1962—1993 годах — преподаватель Художественного института (с 1990 года Вильнюсская художественная академия); профессор с 1991 года. Среди его учеников Ромуалдас Чарна, Дангуоле Даукните и другие.
С 1960 года принимал участие в выставках. Персональные выставки прошли в Москве и Варшаве (1973), Белграде (1974), Сараево и Дубровнике (1975), Магдебурге (1977), Таллине (1979), Веймаре (1980), Вильнюсе (1986, 2003).
Похоронен на Антакальнисском кладбище.

## Творчество
Работал в техниках ксилографии (в ранний период с заметным влиянием народного искусства: циклы «Юность», 1960, «Вильнюс», 1964—1988) и цинкографии с лаконичными линиями. Создал циклы эстампов («Окна полнолуния», 1970; «Воспоминания детства», 1977—1982), плакаты, экслибрисы, иллюстрации к книгам Юдиты Вайчюнайте („Pakartojimai“, 1971), Балиса Сруоги („Į mėlynus tolius“, 1981) и другим изданиям. Составитель и автор оформления серии альбомов «Литовская графика» („Lietuvių grafika“, 1962, 1964, 1966, 1968, 1971).
Автор известных произведений монументальной живописи в ресторане «Юра» („Jūra“) в Клайпеде (1976), на филологическом факультете Вильнюсского университета (сграффито «Девять муз», 1969; «Исторические портреты», 1980—1990).
Создавал оформление для оперных и балетных спектаклей «Эгле королева ужей» в Театре оперы и балета Литвы Эдуардаса Бальсиса (1976), «Дон Жуан» Моцарта в Каунасском музыкальном театре (1980), Богема Пуччини в Театре оперы и балета Литвы (1983) и другим постановкам.
Произведения Гибавичюса хранятся в Художественном музее Литвы, Музее театра, музыки и кино Литвы, кабинете графики Вильнюсского университета, Национальном художественном музее Чюрлёниса, Государственном музее изобразительных искусств имени А. С. Пушкина, Государственной Третьяковской галерее, Эрмитаже.